# Coatue Management

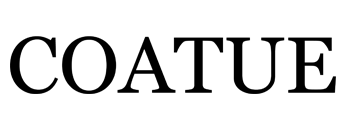
Logo

Coatue Management ist eine globale, auf Technologie fokussierte Investmentgesellschaft, die von Gründer und Portfoliomanager Philippe Laffont geleitet wird. Coatue Management wurde 1999 in New York City gegründet.

## Beschreibung
Coatue investiert sowohl in den öffentlichen als auch in den privaten Markt mit Fokus auf Technologie, Medien und Telekommunikation sowie den Konsum- und Gesundheitssektor. Das gesamte verwaltete Vermögen belief sich zum 21. Mai 2020 auf mehr als 25 Milliarden US-Dollar.
Coatue hat Büros in New York City, Menlo Park, San Francisco und Hongkong.
Coatue hat u. a. in folgende Firmen investiert: Airtable, Ant Financial, Anaplan, ByteDance, Chime, Dapper Labs, Databricks, DoorDash, Instacart, Meituan, OpenSea, Postman, Snap und Spotify.
An der jährlichen von Coatue veranstalteten Konferenz "East Meets West" nehmen Top-Tech-Unternehmer aus den USA und China teil.

## Geschichte
Philippe Laffont schloss 1991 sein Studium der Computerwissenschaften am MIT ab. Von 1992 bis 1994 arbeitete er als Analyst für McKinsey & Company in Madrid, Spanien. Nach seiner Tätigkeit als unabhängiger Berater kam er 1996 als Research-Analyst zu Tiger Management LLC und konzentrierte sich auf Telekommunikationswerte. 1999 gründete er Coatue Management. Sein Vermögen wird (Stand Mai 2021) auf 2,1 Milliarden US-Dollar geschätzt.